# Paneriai (rejon elektreński)
Paneriai (hist. Ponary) – wieś na Litwie położona w rejonie elektreńskim okręgu wileńskiego, 16 km na wschód od Elektrenów, nad lewym brzegiem Wilii.

## Historia
Dobra te w XVIII wieku były własnością Ludwika Szymona Gutakowskiego, który sprzedał je po III rozbiorze Polski w 1795 roku Stanisławowi Puzynie (1717–1821) herbu Oginiec, sekretarzowi króla Stanisława Augusta. Puzyna przekazał swój majątek ziemski swej córce Aleksandrze (~1800–1850), która wyszła za Józefa Römera (Roemera) (1787–1842). W latach 1840–1876 Ponary należały do syna Józefa, Stanisława, po czym przeszły na wnuczkę Józefa i Aleksandry, córkę Marii Romer (1829–1852) i Adama Chrapowickiego (~1820–?), Ewelinę Chrapowicką (1851–1922), od 1871 roku żonę Jana Kantego Lubienieckiego (1840–1901) herbu Rola. Ewelina po owdowieniu wyszła za Walerego Gostomskiego (1854–1915). Ewelina i jej dzieci z pierwszego małżeństwa: Maria (1872–?), żona Leonarda Antoniego Mieroszewskiego (1865–?) herbu Ślepowron oraz Artur (1874–1931) mąż Wandy Beer (1891–1927) byli ostatnimi polskimi właścicielami Ponar. Rząd litewski w 1922 roku rozparcelował Ponary, pozostawiając przy dworze 30 ha ziemi. Dwór został sprzedany, ostatnim jego właścicielem, prawdopodobnie od 1937 roku był Stasys Kairiukštis. Po II wojnie światowej we dworze powstał dom wypoczynkowy, później był to ośrodek Związku Pisarzy Litewskich, a w latach 1969–2012 działała tu szkoła należąca do sanatorium dziecięcego w Jewiach.
| rok  | liczba ludności |
| ---- | --------------- |
| 1959 | 175             |
| 1970 | 214             |
| 1979 | 223             |
| 1986 | 222             |
| 2001 | 90              |
| 2011 | 59              |

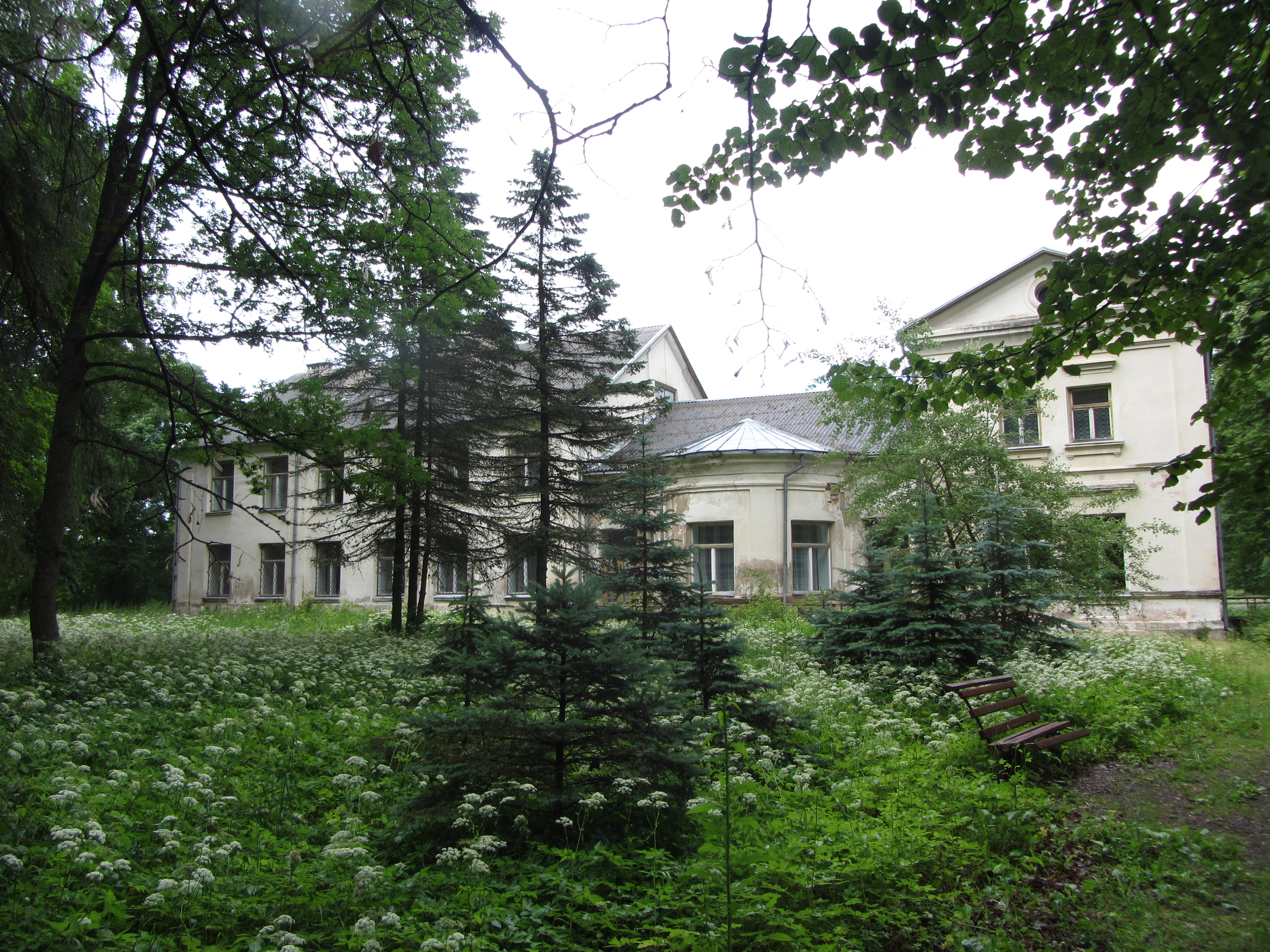
Elewacja ogrodowa dworu (2014)

Po III rozbiorze Polski w 1795 roku Ponary, wcześniej wchodzące w skład województwa trockiego Rzeczypospolitej, znalazły się na terenie ujezdu trockiego guberni wileńskiej Imperium Rosyjskiego. W drugiej połowie XIX wieku należały do parafii Jewie. 
Od 1920 roku Ponary należą do Litwy, która w okresie 1940–1990, jako Litewska Socjalistyczna Republika Radziecka, wchodziła w skład ZSRR. Nazwa miejscowości została zmieniona na Paneriai.

## Dwór
W zamierzeniu tutejszy klasycystyczny dwór miał mieć postać trzech dwukondygnacyjnych członów stojących w jednej osi, połączonych parterowymi łącznikami. Dwór został wzniesiony prawdopodobnie przez Stanisława Puzynę lub jego zięcia Józefa Römera w pierwszej połowie XIX wieku. Zrealizowano jedynie centralny pięcioosiowy segment oraz lewy, trzyosiowy parterowy łącznik i lewe, dwuosiowe skrzydło. Wejście do dworu prowadziło przez drzwi usytuowane w centralnej osi głównego korpusu. Ponadto wzniesiono wejście bezpośrednio do lewego łącznika (w dziwnie usytuowanej, prawej jego osi) ozdobione dwukolumnowym portykiem i zwieńczonym ćwierćkolistym frontonem. Wszystkie trzy istniejące człony przykryte są dwuspadowym dachem.
Po II wojnie światowej budynek dworu gruntownie odnowiono, likwidując główne wejście, a nawet wydłużając główny korpus o jedną oś. Od strony ogrodowej do łącznika dobudowana jest półkolista altana. 
Dwór był otoczony rozległym parkiem krajobrazowym, opisanym przez Napoleona Roubę jako prześliczny park nad lewym brzegiem Wilii położony. Fragment tego parku, o powierzchni 2,3 ha wraz z piękną aleją lipową, istnieje do dziś. Poza dworem i parkiem zachował się również spichlerz dworski.
Majątek Ponary został opisany w 3. tomie Dziejów rezydencji na dawnych kresach Rzeczypospolitej Romana Aftanazego.

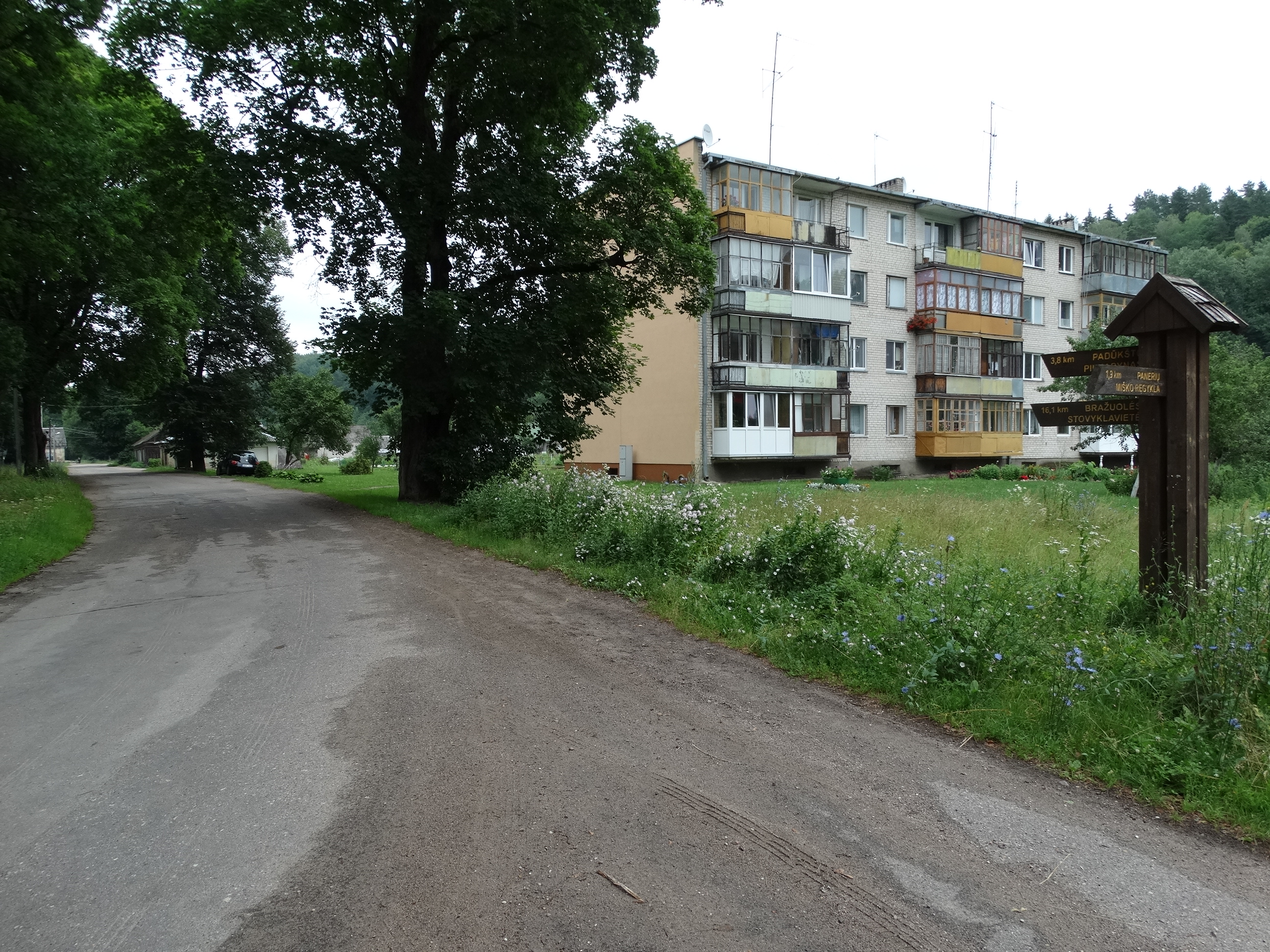
Paneriai (2014)